# Blektjärnen (Nyhems socken, Jämtland)
Blektjärnen är en sjö i Bräcke kommun i Jämtland som ingår i Ljungans huvudavrinningsområde.